# 尼古拉耶夫 (利沃夫州)

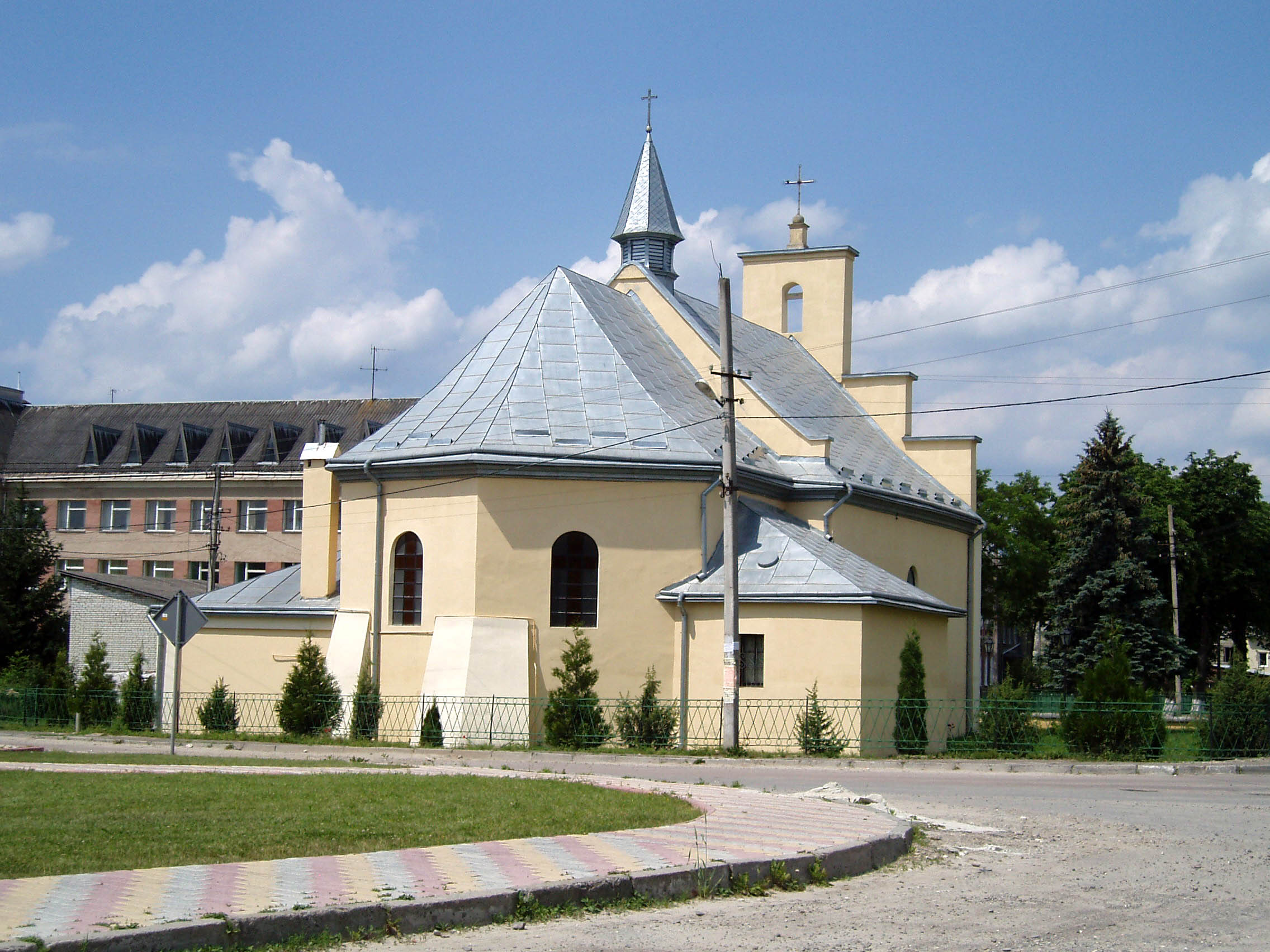
当地教堂

尼古拉耶夫（羅馬化：Mykolaiv），又按乌克兰语名译为米科拉伊夫，是烏克蘭西部利沃夫州斯特雷區尼古拉耶夫市镇内的城市及其行政中心。面積5平方公里，人口数量为14,637人（2021年估计）。
2020年7月18日之前，尼古拉耶夫为尼古拉耶夫區的行政中心。该区在2020年7月乌克兰行政区划改革时撤销，改革后利沃夫州的区份数量为4个。尼古拉耶夫區的领土划入斯特雷區。